# سكوت ويدمان
سكوت ويدمان (بالإنجليزية: Scott Wedman)‏ مواليد 29 يوليو 1952 في هاربر، هو لاعب كرة سلة محترف أمريكي معتزل بدأ مسيرته الاحترافية في سنة 1974 حيث تم اختياره من قبل فريق سكرامنتو كينغز خلال الدرافت، وحمل الرقم 15 و8 و20. يبلغ طوله 6 قدم 7 بوصة (2.0 م). اعتزل اللعب في 1986.

## فرق لعب لها
- سكرامنتو كينغز
- كليفلاند كافالييرز
- بوسطن سيلتكس

## روابط خارجية
- سكوت ويدمان على موقع إن بي أي (الإنجليزية)
- سكوت ويدمان على موقع سبورتس رفرنس (الإنجليزية)
- سكوت ويدمان على موقع كلية كرة السلة في سبورتس رفرنس.كوم (الإنجليزية)
- سكوت ويدمان على موقع ريلجم (الإنجليزية)
- سكوت ويدمان على موقع بروبوليرز (الإنجليزية)